# پاونی‌ها
پاونی‌ها قبیله‌ای از سرخ پوستان امریکا هستند که در غرب میانه ایالات متحده ساکن هستند. پاونی‌ها توسط دولت ایالات متحده به عنوان ملت پاونی اوکلاهاما شناخته می‌شوند. آن‌ها به زبان کادوان صحبت می‌کنند. افراد قبیله پاونی به سه گروه چاویی٬ کیت که هایی٬ پیتاهاویرتا٬ و اسکیدی تقسیم می‌شوند.